# Ik (rivière)
Pour les articles homonymes, voir IK.
La rivière Ik (en russe : Ик) est une rivière de Russie et un affluent de la Kama, donc un sous-affluent de la Volga.

## Géographie
Elle est longue de 571 km et draine un bassin de 18 000 km2. Son débit moyen est de 45,65 m3/s au niveau de Nagaïbakovo.
L'Ik coule dans le Tatarstan et la Bachkirie et se jette dans la Kama au niveau du réservoir de Nijnekamsk. Son bassin fluvial fait partie de celui de la Volga.
Ses principaux affluents sont :
- en rive gauche, les rivières Mellïa, Menzelia, Dymka ;
- en rive droite, l'Oussen.